# Kota Tua Jakarta

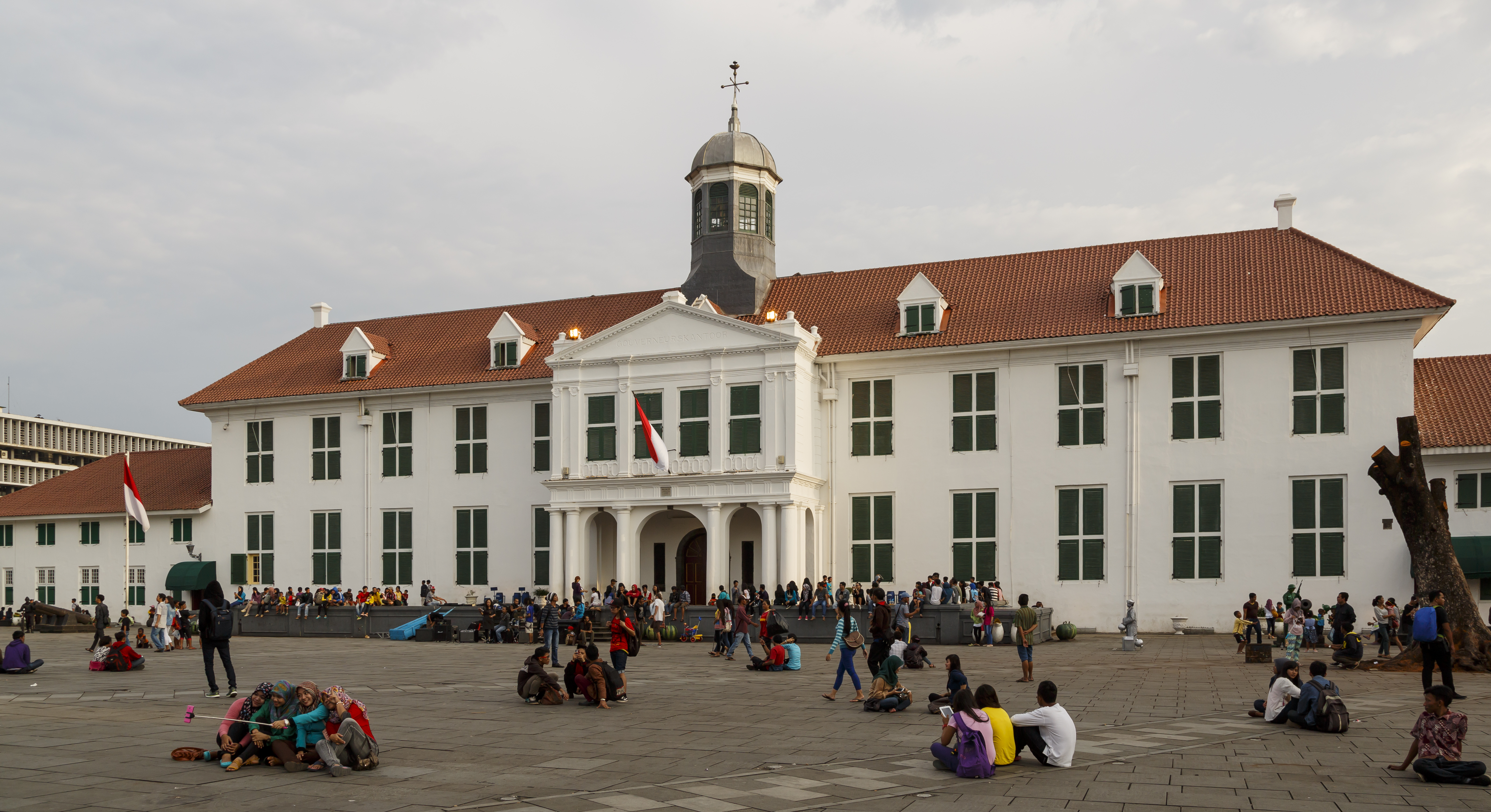
Le musée d'histoire de Jakarta a été établi dans l'ancien hôtel de ville de Batavia, capitale des Indes orientales néerlandaises et centre du commerce asiatique des épices.

Kota Tua Jakarta ("vieille ville de Jakarta" en indonésien), officiellement connue sous le simple nom de Kota Tua, est un quartier composé du centre-ville original de Jakarta, en Indonésie. Elle est également connue sous l'appellation Oud Batavia ("vieille Batavia" en néerlandais), Benedenstad ("ville basse" en néerlandais), ou Kota-Lama (« ancienne ville » en indonésien). Elle s'étend sur 1,3 kilomètre carré dans l'actuelle partie nord-ouest de Jakarta (Kelurahan Pinangsia, Taman Sari et Kelurahan Roa Malaka, Tambora). Le quartier chinois du centre-ville, Glodok, fait partie de Kota Tua.

## Histoire

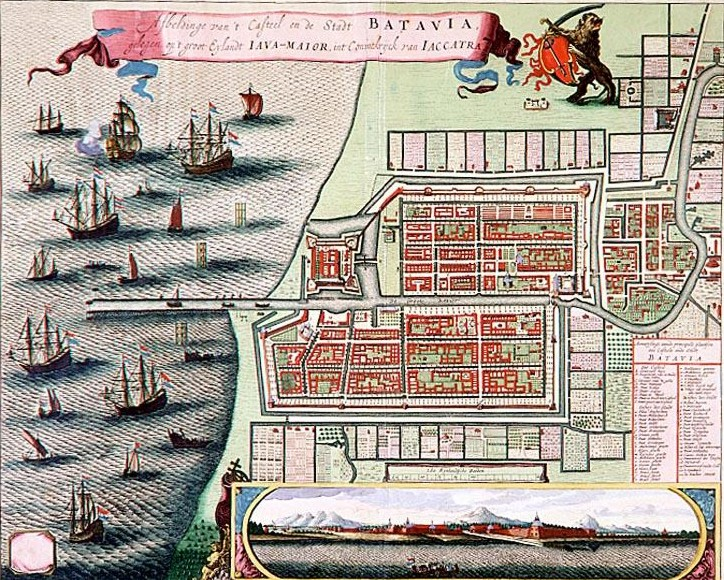
Carte de Batavia en 1740. La zone de Batavia à l'intérieur des remparts, ainsi que le port de Sunda Kelapa sur la gauche (au nord) de la carte regroupent la zone actuelle du vieux Jakarta.

Kota Tua est le reste de Oud Batavia, la première cité fortifiée coloniale néerlandaise dans la région de Jakarta. La zone gagna en importance au cours des 17e - XIXe siècle où elle a été établie comme capitale de facto indes orientales néerlandaises. Cette cité fortifiée contrastait avec les kampung environnantes, de vergers et de champs de riz. Surnommé « La perle de l'Asie » et « la Reine de l'Orient » au XVIe siècle par des marins européens, la région était un épicentre commercial en raison de son emplacement stratégique dans le commerce des épices de l'archipel.

### Siège de la compagnie néerlandaise des Indes orientales
En 1526, Fatahillah, envoyé par le sultanat de Demak, envahit le port de Sunda Kelapa du Pajajaran hindou, et le rebaptise en Jayakarta. Cette ville ne faisait alors que 15 hectares et avait une disposition typique des ports javanais. En 1619, la VOC détruit Jayakarta sous le commandement de Jan Pieterszoon Coen. Un an plus tard, elle reconstruit à proximité une ville baptisée « Batavia », d'après les Batavieren, ancêtres des Néerlandais. Cette ville est construite autour de la rive est de la rivière Ciliwung, autour de l'actuelle place Fatahilla. Les habitants de Batavia sont appelés « Batavianen », puis plus tard « Betawi » ; ce sont des créoles issus de différentes ethnies ayant habité Batavia.
Autour de 1630, la ville s'est étendue vers l'ouest de Ciliwung, sur les ruines de l'ancienne Jayakarta. La ville a été conçue selon la disposition urbanistique néerlandaise avec une forteresse (le château de Batavia), un mur d'enceinte, une place publique, des églises, des canaux et des rues bordées d'arbres. La ville était organisée en plusieurs blocs séparés par des canaux. Aucun natif javanais n'était autorisé à vivre à l'intérieur des murs de la ville, car les autorités avaient peur qu'ils puissent commencer une insurrection. La ville de Batavia fut achevée en 1650 et elle devint dès lors le siège de la VOC aux Indes orientales et prospéra du commerce des épices.
Le vieux Batavia diminua en importance vers la fin du XVIIIe siècle, probablement parce que les canaux mal entretenus et leur eau quasi-stagnante combinée au climat chaud et humide était la cause régulière d'épidémies de maladies tropicales comme le paludisme. Une grande partie de la vieille ville est devenue négligée et fut abandonnée à la nature, ses canaux furent lentement comblés. Les résidences de campagnes étaient privilégiées par les plus riches colons, qui étendirent la zone urbaine vers le sud. Ce processus conduisit à la fondation d'une localité nommée Weltevreden.

### Capitale des indes orientales néerlandaises

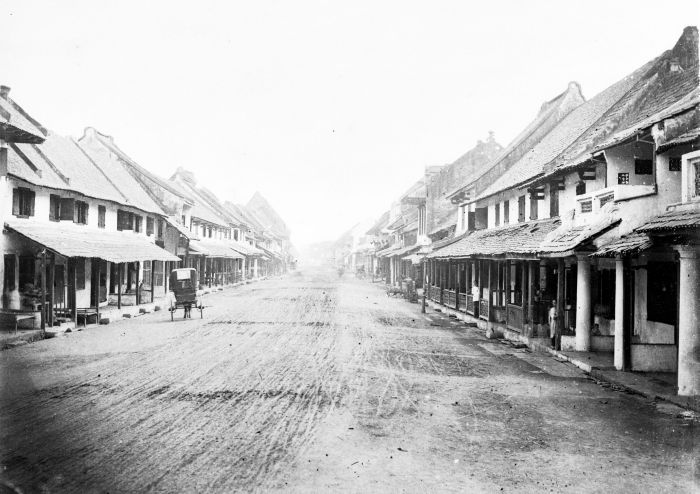
Une rue du vieux Batavia en 1890, montrant les habitations du XVIIe siècle, avant le développement du quartier d'affaires.

La ville conserva son statut de centre administratif des Indes orientales néerlandaises lorsque la VOC transféra ses possessions au monarque des Pays-Bas en 1800.
Pendant la gérance du gouverneur général Daendels en 1808, l'administration de la ville et de l'armée coloniale fut déplacée vers le sud, à Weltevreden, dans un nouveau centre-ville projeté autour de Koningsplein et Waterlooplein. En raison de problèmes financiers cependant, une grande partie de la vieille ville, son mur, et le château de Batavia furent démolis pour fournir des matériaux de construction pour les bâtiments gouvernementaux et municipaux, tels le palais de Daendels (abritant aujourd'hui le ministère des finances) et de le Societeit de Harmonie (démoli). Le seul vestige du château de Batavia était l'Amsterdam Gate, qui fut finalement complètement démoli en 1950.
La ville continua à s'étendre plus au sud du fait des épidémies de 1835 et 1870, qui forcèrent la population à se déplacer de plus en plus hors de la vieille ville, vers le quartier de Weltevreden, plus spacieux, plus vert et plus sain. La vieille ville fut peu à peu désertée, bien qu'elle conserva son importance commerciale comme port principal et quartier des entrepôts. À l'échelle de l'Indonésie, Surabaya l'éclipsait déjà largement comme premier port et centre commercial de la colonie.
Après l'ouverture du port de Tanjung Priok, et la hausse de la demande en caoutchouc à la fin du XVIIIe siècle, Batavia réussit à retrouver une dynamique commerciale. Il y eut plusieurs tentatives de restauration du vieux centre-ville en convertissant la zone désolée pour en faire le principal quartier des affaires de Batavia. En conséquence, les anciennes demeures et maisons de commerce, qui étaient à l'époque occupées par les populations d'origines chinoises, furent converties et rénovées en bureaux entre 1900 et 1942. Beaucoup de ces bureaux peuvent encore être vus aujourd'hui autour de Kali Besar. Le développement du quartier d'affaires a été ensuite entravé par les années 1930, la Grande Dépression, puis l'occupation japonaise en 1942.

### Après l'indépendance

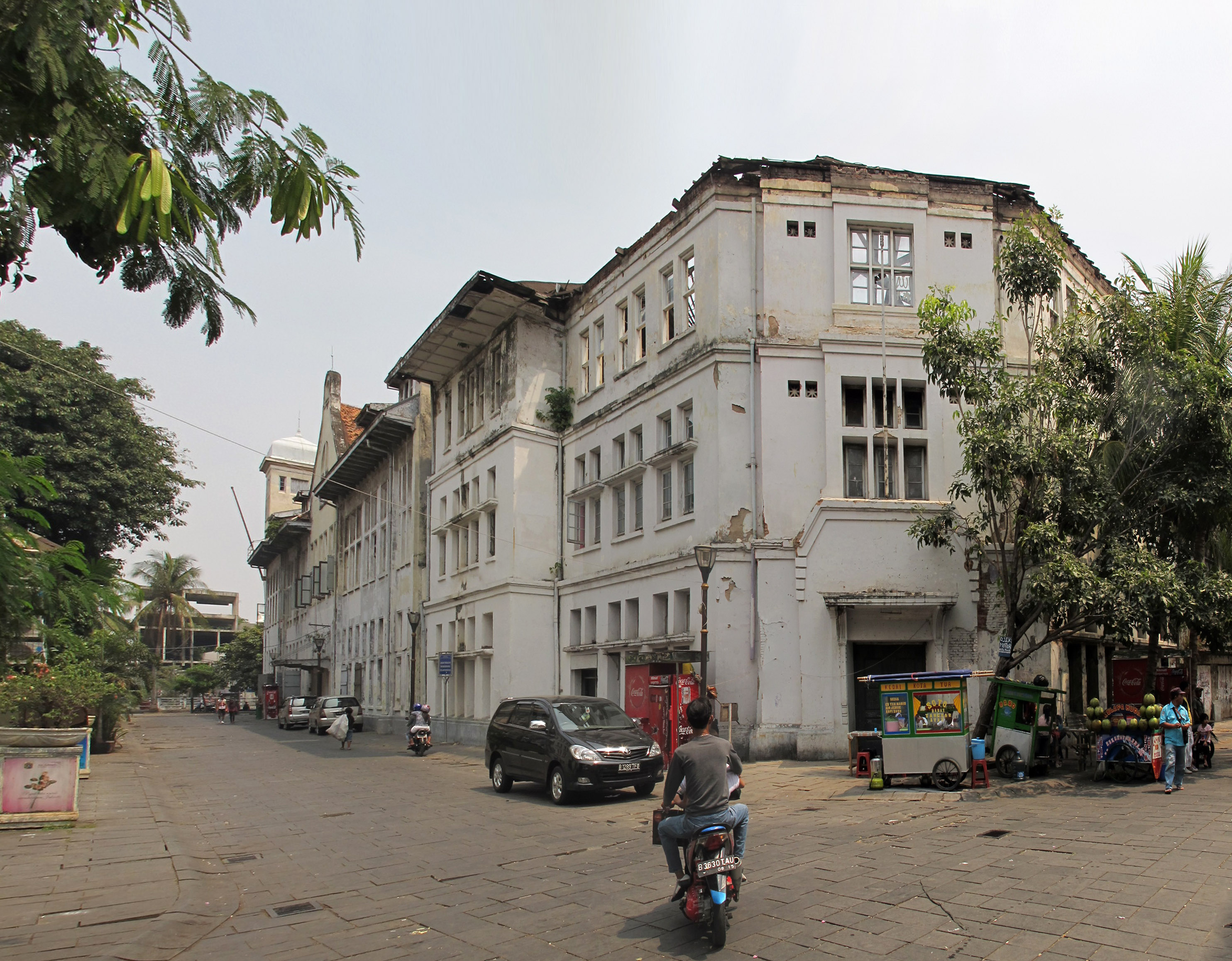
Façade est du Cipta Niaga, autrefois une banque, fut laissé sans toiture, et se dégrade lentement de l'intérieur.

Après la reconnaissance de l'indépendance de l'Indonésie en 1950, le quartier des affaires et des banques de la vieille ville fut déplacé à Thamrin et Kebayoran Baru, plus au sud, abandonnant totalement la vieille ville et la laissant encore se détériorer. L'ancien quartier des banques a complètement disparu dans les années 1980.
En 1972, le gouverneur de Jakarta Ali Sadikin a émis un décret qualifiant officiellement la zone de Kota Tua comme site patrimonial. Cette décision était nécessaire afin de préserver les racines architecturales -ou au moins ce qu'il en restait- de la vieille ville. Malgré ce décret, Kota Tua resta négligée, partiellement du fait de le la forte croyance aux fantômes. L'émission du décret n'était pas une mesure suffisante pour protéger et conserver l'héritage de l'époque coloniale hollandaise. De nombreux bâtiments de Kota Tua restent abandonnés, et l'augmentation de la pollution accentua la dégradation des bâtiments anciens. Quelques vieux bâtiments dans Kali Besar furent détruits au profit de projets urbanistiques, comme la construction de l'hôtel Omni Batavia, qui a été construit sur un ancien entrepôt.

### Restauration et revitalisation
Le premier plan concret de revitalisation de Kota Tua a été signé en décembre 2004 par Jakarta Old Town-Kotaku et le gouvernement de Jakarta. Il fut lancé en 2005 et commença par la revitalisation de Taman Fatahillah en 2006.
En 2014, le gouverneur Joko Widodo poursuivit le plan de restauration de Kota Tua. Le projet, nommé Jakarta Old Town Reborn (JOTR), est une coopération entre des entreprises nationales, le gouvernement municipal et le secteur privé. En mars 2014, l'événement Fiesta Fatahillah s'est tenu à Taman Fatahillah. Le gouvernement des Pays-Bas assista au plan de restauration en juillet 2014. En août 2014, 16 bâtiments de Kota Tua avaient été restaurés, comme l'ancien bâtiment des  Postes (construit en 1929) qui a été transformé en un musée d'art contemporain. En dépit de cette évolution positive, la plus grande partie du quartier d'architecture coloniale reste à l'état de ruines jusqu'à aujourd'hui.
Les vendeurs de rue restent le plus gros problème de Kota Tua. Ces commerçants illégaux augmentent de façon spectaculaire autour de Kota Tua, surtout pendant les fêtes, provoquant un flot important d'ordures qui ne peuvent pas être pris en charge par les circuits d'évacuation habituels. En mai 2015, 415 vendeurs de rue ont été autorisés à exercer sur la zone de Kota Tua.

## Sites remarquables

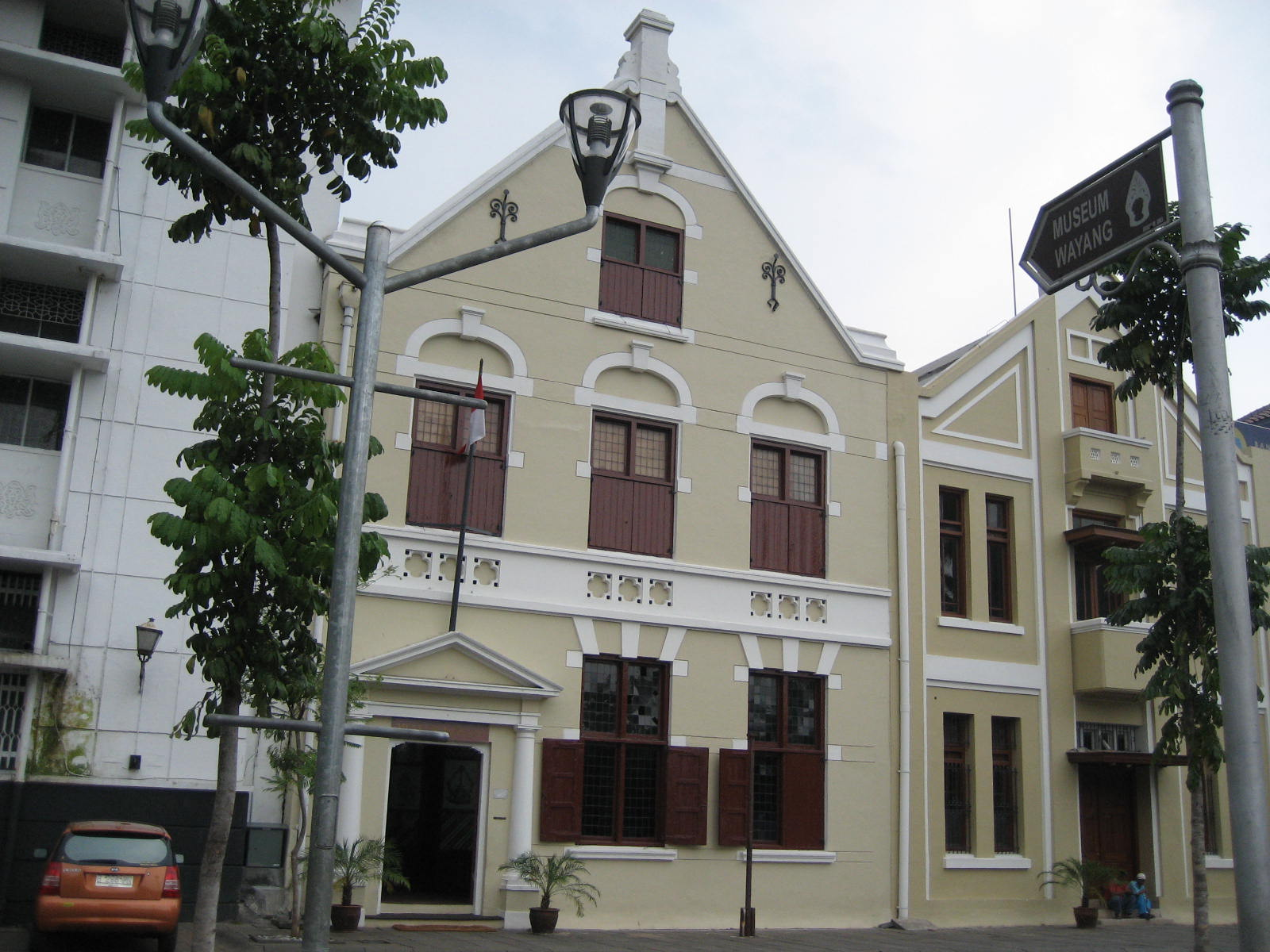
Musée Wayang de Jakarta.

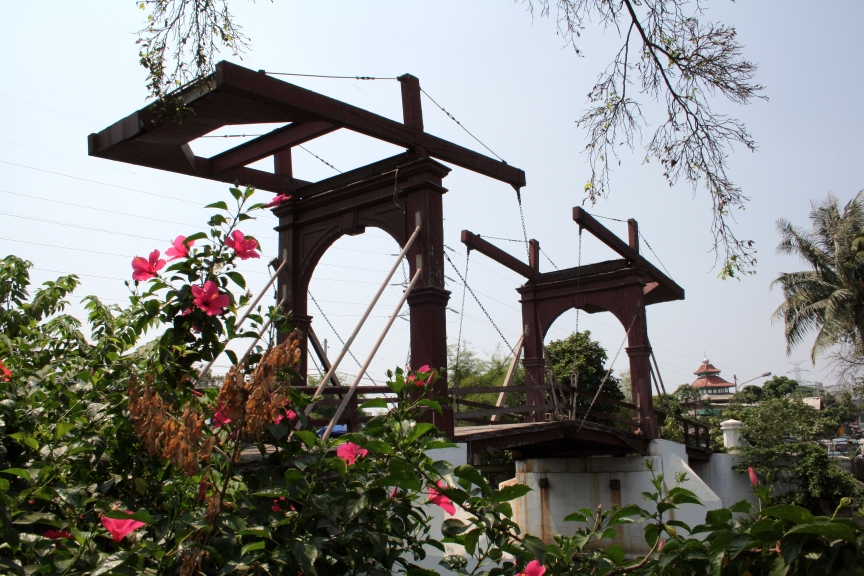
Le jembatan kota intan, pont-levis.

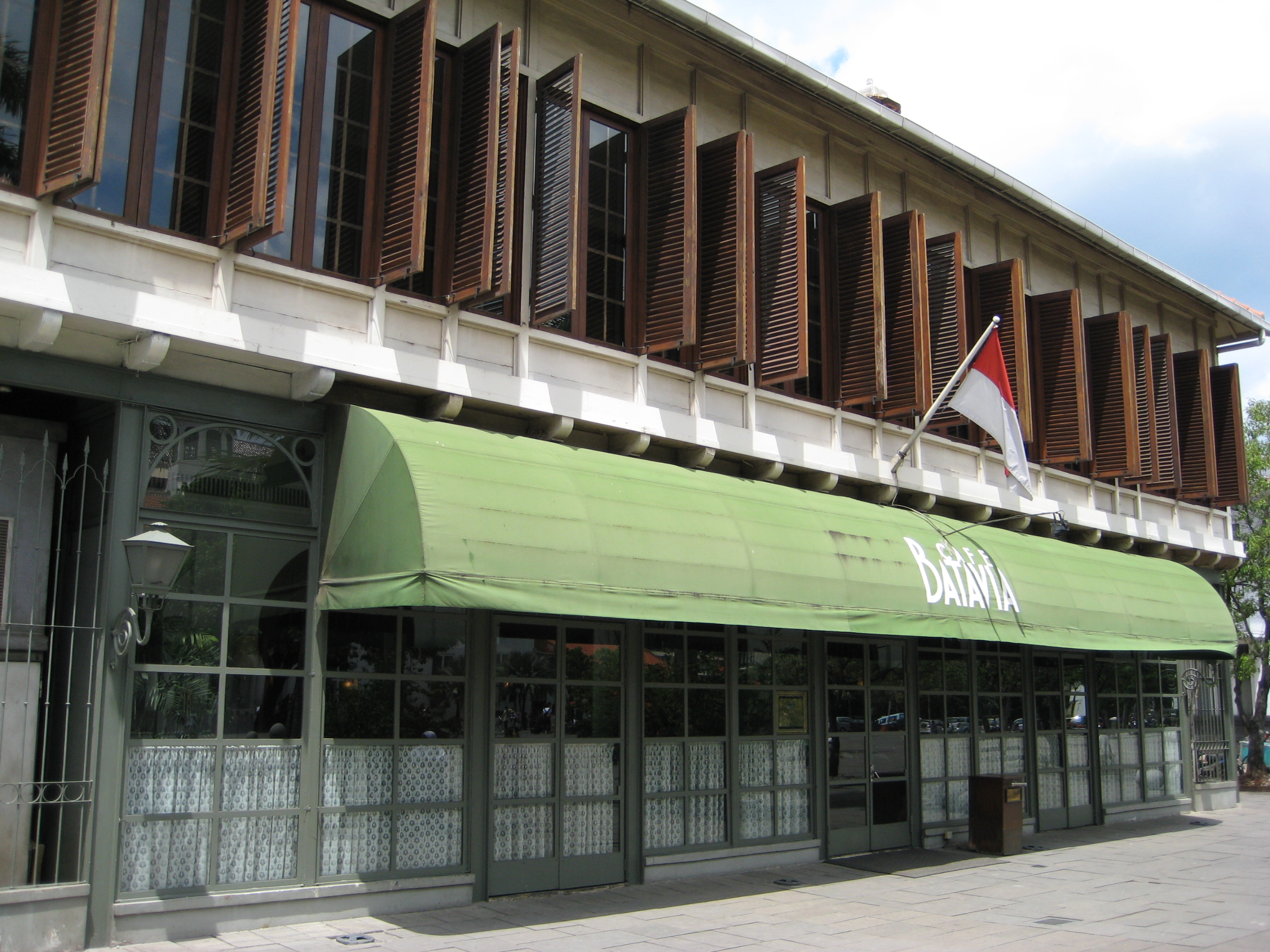
Le café Batavia.

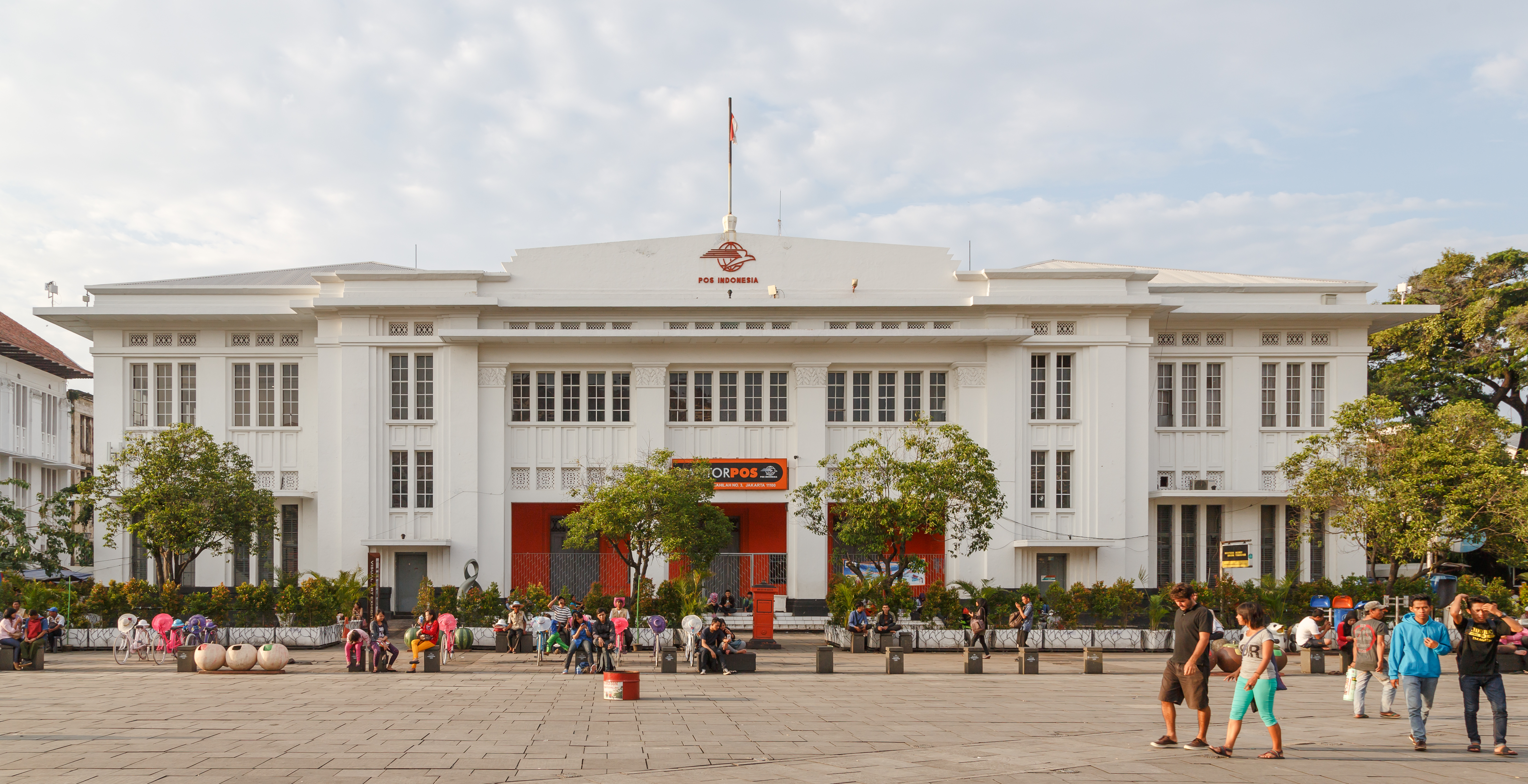
L'ancien bureau de poste de Kota Tua.

De nos jours, de nombreux bâtiments historiques continuent de se dégrader, mais quelques-uns des vieux bâtiments ont été restaurés. Cependant, il y a encore beaucoup d'espoir dans une restauration future de la zone, en particulier avec l'aide de divers organismes à but non lucratif, d'institutions privées et du gouvernement, tous voulant réactualiser l'héritage du vieux Jakarta. En 2007, plusieurs rues autour de Fatahillah comme Pintu Besar et Pos Kota furent fermées à la circulation automobile, première étape vers une réappropriation populaire. Depuis 2014, l'ambitieux projet de restauration JOTR apporte un nouvel espoir, son but ultime étant d'inscrire Kota Tua à la liste du patrimoine mondial de l'UNESCO.
Comme ville importante et plaque tournante du commerce asiatique depuis le XVIe siècle, Ould Batavia regroupe plusieurs sites et bâtiments historiques importants :
- Reliques de l'ancienne Batavia :
  - Café Batavia
  - Musée des beaux-arts et de la céramique (ancienne cour de justice)
  - Gereja Sion (église du XVIIe siècle, la plus ancienne de Jakarta)
  - Batavia Museum (ancien hôtel de ville de Batavia au XVIIIe siècle)
  - Glodok et Pinangsia (quartier chinois de Jakarta)
  - Kali Besar (rivière originale de Batavia)
  - Le pont-levis de Kota Intan (seul pont-levis hollandais restant en Indonésie)
  - Mosquée de Luar Batang
  - Musée maritime et Ménara Syahbandar (anciens entrepôts)
  - Pasar Ikan (marché aux poissons)
  - Le port de Sunda Kelapa (le port d'origine de Batavia)
  - Tample Jin De Yuan (Vihara Dharma Bhakti, plus vieux temple bouddhiste de Jakarta)
  - Petak Sembilan, marché de rue chinois
  - Toko Merah (manoir du gouverneur général Baron Van Imhoff au XVIIIe siècle)
  - Musée du Wayang (ancien musée de Oud Batavia, marquant l'emplacement de la pierre tombale de Jan Coen)
  - Temple Hui Tek Bio
- Bâtiments de la revitalisation au début du XXe siècle :
  - Musée de la banque (ancien Javasche Bank, banque coloniale)
  - Chartered Bank of India, Australia and China (détenue aujourd'hui par Mandiri)
  - Bureau des postes de Kota Tua (l'un des rares exemples de l'architecture Nieuwe Zakelijkheid en Indonésie)
  - Gare de Jakarta Kota (anciennement connu sous le nom de BEOS ou Batavia Zuid)
  - Musée de la banque Mandiri (ancienne chambre de commerce néerlandaise ((en néerlandais : Nederlandsche Handelsmaatschappij)), un des rares exemples de l'architecture Nieuwe Zakelijkheid en Indonésie)

## Liste des noms de rue
L'aménagement urbain des rues de Kota Tua n'a pas changé depuis le XVIIe siècle. Ci-dessous, une liste de noms de rues ; cette liste est limitée aux voies qui étaient situées dans l'enceinte de la ville de Batavia, avant et après les attaques de 1628 et 1629 par le Sultan Agung.
Pour éviter toute confusion, l'écriture officielle en chiffres romains est convertie en chiffres arabes.
Certaines rues portent le nom de gracht (« canal »), ce qui signifie qu'elles étaient réellement un canal à l'époque, comme Amsterdamschegracht, Chineeschegracht, etc. Lorsque ces canaux furent remblayés (surtout au début du XXe siècle), le mot gedempte ("vidé") a été ajouté. Le nom de la voie est donc devenu Gedempte Amsterdamschegracht, Gedempte Chineeshegracht, et ainsi de suite. Afin de simplifier la désignation, la liste ne contiendra pas le mot gedempte.
| Nom officiel                      | Étymologie | Ancien nom | Histoire abrégée | Image la plus récente | Image la plus ancienne |
| --------------------------------- | --- | --- | --- | --------------------- | ---------------------- |
| Jalan Bank                        | D'après la Bank Indonesia                                                                                                 | Brugstraat (1650), Hospitaalstraat (1667), puis Java Bankstraat (XXe siècle)                                                | La rue existait depuis 1632. Le nom Brugstraat fut donné vers 1650. À ce moment, l'hôpital fut construit du côté sud de la rue, qui fut donc renommée en 1667 Hospitaalstraat. Quand l'hôpital fut converti en la Javasche Bank, la rue fut renommée Java Bankstraat. |                       |                        |
| Jalan Cengkeh                     | Girofle | Prinsestraat ou Prinsenstraat (c. 1627)                                                                                     | Cette rue était l'axe central entre le château et la Stadhuis. La rue est antérieure à la construction du Stadhuis en 1622. Elle reçut le nom de Prinsestraat ensuite, vers 1627, au moment de l'installation du Stadhuis ; la rue traversait trois canaux du sud au nord : Derde dwarsgracht (Jalan Kunir), Oudekerkgracht (Jalan Kali Besar Timur 1) et Oudemarkgracht (Jalan Nelayan Timur) ; et continuait vers Kasteelplein. Cette disposition et l'appellation persista pendant trois siècles jusqu'à la nationalisation du nom en Jalan Cengkeh. Cette rue accueillait une ligne de tramway au début du XXe siècle. |                       |                        |
| Jalan Cengkeh Dalam 1             | Girofle | Tygersgracht ou Tijgersgracht (c.1627)                                                                                      | Cette route correspond au côté est de l'ancienne section nord de tygersgracht, voir Jalan Lada |                       |                        |
| Jalan Ekor Kuning                 | Poisson à queue jaune | Jonkersstraat (section sud, c.1635) et Lepelstraat (section nord, c.1650)                                                   | Avant la réorganisation de l'ouest de Ciliwung en 1619, une rue de l'ancienne Jayakarta reliant le centre à une redoute, traversant un canal artificiel faisant partie des fortifications nord de la ville. Lorsque Batavia s'agrandit, la rue fut réintégrée et réorganisée : la Lepelstraat au nord, et la réorganisation du canal de Chineezengracht fut achevée en 1635, et la Lepelstraat au sud fut terminée en 1650. Cette voie était entourée de bains et de chantiers navals. En 1740, elle fut le théâtre du massacre de Batavia. Son nom fut changé à l'indépendance. |                       |                        |
| Jalan Gang Asem                   | Tamarinier | Gang Asem (avant 1931) | La section est de Gang Asem (entre l'actuel Jalan Pinangsia Raya et le Jalan Pinangsia Timur) était un terrain au sud du canal vers 1627. Ce canal fut coupé de la ville quand Batavia fut réorganisée vers 1632. Le canal resta en place jusqu'en 1667. Vers 1931, une petite allée fut aménagée à cet emplacement, elle fut nommée Gang Asem, et son nom est resté. |                       |                        |
| Jalan Gedong Panjang              | Long bâtiment | Gedong Pandjang (before 1931)                                                                                               | Le chemain connu sous le nom Gedong Pandjang reliait le Groningscheweg (aujourd'hui Jalan Tanah Pasir) au nord et le Amanusgracht (aujourd'hui Jalan Bandengan) au sud par le côté ouest du Stads Buitengracht vers 1931. Le nom est resté après l'indépendance. |                       |                        |
| Jalan Jembatan Batu               | Pont de pierre | Voorrij Zuid (before 1931)                                                                                                  | Vers 1632, avec la reconstruction des murs d'enceinte de Batavia, une route sans nom existait à l'extérieur des fortifications sud et du canal extérieur, où se trouvaient les bastions de Gelderland, d'Oranje et d'Hollandia se trouvaient, ainsi que le Nieuwepoort. Cette route connectait la Gereja Sion à l'entrée sud de Batavia (Nieuwepoort). À la fin du XIXe siècle, au moment de la construction de la Zuid Station sur les anciennes fortifications, la route au sud de la nouvelle gare, fut appelée Voorrij Zuid vers 1931. La route reçue son nom actuel après l'indépendance. |                       |                        |
| Jalan Kakap                       | Vivaneau | Ankerstraat (c. 1918), puis Werfstraat (c. 1931)                                                                            | Avant le réalignement des canaux et murs de Batavia en 1632, cette route marquait la bordure ouest de la rivière Ciliwung. En 1632, quand la Ciliwung fut redressée, un chantier de bûcherons fut établi par la VOC sur les terres formées à l'ouest de la Grote Rivier. Vers 1918, la rue reçut le nom de Ankerstraat, puis Werfstraat en 1931, en référence au chantier de la VOC. Après la nationalisation, elle fut renommée Jalan Kakap. |                       |                        |
| Jalan Kali Besar Barat            | Ouest de la grande rivière                                                                                                | Kali Besar-West | Les Jalan Kali Besar Barat et Kali Besar Timur apparaissent vers 1632 aux abords du Ciliwung (Groote Rivier) et furent normalisés durant la période du siège de Batavia par Sultan Agung. Ces rues furent simplement nommées rue est et rue ouest de Kali Besar. |                       |                        |
| Jalan Kali Besar Timur            | Est de la grand rivière                                                                                                   | Kali Besar-Oost | Voir Jalan Kali Besar Barat ci-dessus |                       |                        |
| Jalan Kali Besar Timur 1          | Est de la grande rivière                                                                                                  | Oudekerkgracht (c. 1627), Kerkgracht (c. 1632), Groenemarktsgracht ou Groenegracht (c. 1635) puis Groenestraat (avant 1931) | Le canal qui allait devenir le Groenegracht est l'un des plus anciens canaux artificiels établis par les Néerlandais à Batavia : il fut construit vers 1619, en même temps que l'Amsterdamschegracht et le Leeuwinnegracht ; tous ces canaux furent établis lorsque le Ciliwung fut détourné à l'est à travers les premières fortifications de Batavia. En 1622, le canal fut prolongé jusqu'à la Prinsenstraat (Jalan Cengkeh). En 1627, il atteint sa longueur maximale en rejoignant la Tijgersgracht ; c'est à ce moment qu'il fut baptisé Oudekerkgracht ("canal de la ville église"), en référence à l'église et à l'ancien hôtel de ville qui étaient établis au sud du canal en 1622, avant la construction de l'actuel ancien hôtel de ville. Le lieu exact du bâtiment servant d'hôtel de ville et d'église à l'origine de Batavia est situé à 6° 07′ 56″ S, 106° 48′ 42″ E. En 1632, le canal fut renommé Kerkgracht ("canal de l'église") au moment où le bâtiment public fut démoli. En 1635, le canal reçut le nom de Groenemarktsgracht ou Groenegracht, en référence au marché aux légumes. Ce marché du soir qui vendait des fruits et légumes est aujourd'hui rappelé par le nom du quartier Pasar Pisang (marché aux bananes) et a été mentionné par le capitaine James Cook. Au sud de Groenegracht se tenait un grand marché maure (avec probablement de musulmans de Kalinga, et non d'Arabie) où des objets en argent et d'autres accessoires exotiques étaient vendus par des marchands musulmans. L'influence des musulmans s'est accrue durant la seconde phase du XVIIIe siècle, à la suite du massacre des chinois de Batavia, qui contrôlaient auparavant le commerce. Le canal fut inondé à nouveau au début du XXe siècle et reçut le nom de Groenestraat jusqu'à l'indépendance, où il fut renommé Jalan Kali Besar Timur 1. |                       |                        |
| Jalan Kali Besar Timur 2          | Est de la grande rivière                                                                                                  | Factorijstraat (avant 1931)                                                                                                 | Cette rue était un petit chemin sans nom qui connectait Kali Besar-Oost (aujourd'hui Kali Besar Timur) à la Heerestraat (aujourd'hui Jalan Teh) vers 1650. La rue est notée Factorijstraat à partir de la fin du XIXe siècle, après que le bâtiment de la Factorij der Handel Maatschappij s'y soit établi, vers 1860. |                       |                        |
| Jalan Kali Besar Timur 4          | Est de la grande rivière                                                                                                  | Noorden Kerkstraat (1667) puis Lloydstraat (avant 1931)                                                                     | Appelé du fait de sa localisation au nord de la nouvelle église de Batavia (détruite dans un tremblement de terre en 1808). |                       |                        |
| Jalan Kali Besar Timur 5          | Est de la grande rivière                                                                                                  | Zuiden Kerkstraat (1667) puis Kerkstraat (before 1931)                                                                      | Appelé du fait de sa localisation au nord de la nouvelle église de Batavia (détruite dans un tremblement de terre en 1808). |                       |                        |
| Jalan Kembung                     | Poisson kembung | | |                       |                        |
| Jalan Kemukus                     | Poivre de Java | Binnen Kaaimanstraat | |                       |                        |
| Jalan Ketumbar                    | Coriandre | | |                       |                        |
| Jalan Kopi                        | Café | Utrechtsestraat (1650) | La rue était nommée d'après le bastion d'Utrecht à la fin ouest de la rue, dont le nom provient de la ville néerlandaise d'Utrecht. La rue fut construite en 1632 et reçu le nom d'Utrechtsestraat vers 1650. La rue traversait les ruines de Jayakarta à l'endroit où se situaient l'ancienne mosquée, l'alun-alun et le kraton. Le cimetière javanais original de Jayakarta se situait à l'endoit où le Jalan Kopi croise le Jalan Tiang Bendera 3. |                       |                        |
| Jalan Kunir                       | Curcuma | Derde dwarsgracht (c. 1627) puis Leeuwinnegracht (c. 1632)                                                                  | Le canal qui deviendra le Leeuwinnegracht est le premier canal établi par les néerlandais à Batavia, autour de l'année 1619, suivi de l'Amsterdamschegracht et du Groenegracht ; établis après que le Ciliwung ait été détourné vers l'est à travers la première enceinte de Batavia. Quand la ville s'étendit en 1627, le canal s'appelait Derde dwarsgracht. Un marché aux poissons se trouvait au sud du canal, à l'endroit où il rejoignait le Ciliwung (la position exacte est 6° 08′ 02″ S, 106° 48′ 44″ E). Après les attaques de Sultan Agung entre 1628 et 1629, la cité fut améliorée et le canal renommé Leeuwinnegracht ; à cette époque, il rejoignait le Ciliwung (Grote Rivier) et le Tijgersgracht. Le canal fut étendu vers l'est en 1635 pour rejoindre l'enceinte est. Il fut réimmergé au début du XXe siècle et le nom perdura jusqu'à l'indépendance. |                       |                        |
| Jalan Lada                        | Poivre | Tygersgracht ou Tijgersgracht (c.1627)                                                                                      | Tygersgracht ("canal du tigre", probablement en référence au tigre javanais) atteignit sa plus grande longueur en 1627, lorsque le canal extérieur des anciennes fortifications (1622) devint un canal interieur et la nouvelle cité. À cette époque, le canal était relié à Oudemarkgracht (aujourd'hui Jalan Nelayan Timur) à son nord, puis tournait vers l'ouest vers Kalverstraat (aujourd'hui Jalan Pinangsia 3). En 1632, Tygersgracht était divisé par les murs sud de la ville à l'endroit où se trouvait le bastion d'Oranje. Un contemporain écrivait à son sujet : "Parmi les Grachts (voies canalisées), le Tygersgracht est le mieux établi et le plus agréable, à la fois pour la beauté de ses bâtiments et l'ornement de ses rues, qui apportent une belle ombre à ses passants". Presque toutes les sections du Tygersgracht furent remblayées à la fin du XIXe siècle, lorsque deux gares furent construites à Batavia : Batavia Noord (juste au sud du Stadhuis) et Batavia Zuid (qui devint plus tard l'actuelle Stasiun Kota). |                       |                        |
| Jalan Lada Dalam                  | voir Jalan Lada | | |                       |                        |
| Jalan Malaka                      | Malacca | | |                       |                        |
| Jalan Malaka 2                    | voir Jalan Malaka | Gang Orpa | |                       |                        |
| Jalan Nelayan Timur               | Pêcheurs de l'est | Oudemarkgracht (c. 1627), Steenhouwersgracht (c.1632) puis Amsterdamschegracht (c. 1632)                                    | Le canal qu'il allait devenir Amsterdamschegracht est l'un des plus vieux canaux artificiels établis par les néerlandais à Batavia, construit autour de 1619 avec les futurs Leeuwinnegracht et Groenegracht ; qui furent établis après le détournement vers l'est du Ciliwung à travers la première enceinte de Batavia. Vers 1619, le canal se trouvait au sud de la ville fortifiée, quand le château commença à s'étendre vers le sud. En 1622, le canal fut agrandi vers l'est pour rejoindre la rue qui deviendra la Prinsenstraat (Jalan Cengkeh) ; c'est à cette époque que les premiers espaces fortifiés de Batavia furent convertis en une place publique où le marché aux poissons et un grand marché étaient établis. En 1627, le canal fut prolongé vers l'est, puis relié par le sud au Tijgersgracht ; il séparait alors le Kasteelplein au nord (ancienne place du marché) et Batavia au sud. On l'appela dong Oudemarkgracht (« canal du vieux marché ») en référence au marché de 1622. En 1632, le nom fut changé pour Steenhouwersgracht puis Amsterdamschegracht et il fut prolongé vers l'est ; cette portion est devenue le Olifantsgracht (« canal de l'éléphant »), en référence à la maison de l'éléphant dans les fortifications est de Batavia qui fut détruite lors de futures extensions. Cette appellation fut abandonnée en 1635 pour Amsterdamschegracht. |                       |                        |
| Jalan Pakin                       | | | |                       |                        |
| Jalan Pancoran                    | | | |                       |                        |
| Jalan Pasar Pagi                  | | | |                       |                        |
| Jalan Paus Kel.                   | | | |                       |                        |
| Jalan Petak Asem 1                | Spinhuis Gracht ou Rhinoceros Gracht (1650)                                                                               | voir Jalan Tiang Bendera 1, 2, 3 et 4                                                                                       | |                       |                        |
| Jalan Pinangsia 1                 | Dialecte chinois pour le rue des affaires Financienstraat                                                                 | Koestraat (c. 1627) puis Financiënstraat ou Pinangsia (c. 1890)                                                             | Koestraat fut créé en 1627. L'hôpital de la compagnie se trouvait à l'angle de la Koestraat et de la Tygersgracht. En 1632, Koestraat fut séparée de la ville intérieure par les nouvelles fortifications. Le nom resta jusqu'à la fin du XIXe siècle quand il changea pour Financiënstraat ou Pinangsia. Ce nom resta jusqu'à l'indépendance, où il fut repris. |                       |                        |
| Jalan Pinangsia 2                 | voir Jalan Pinangsia | | |                       |                        |
| Jalan Pinangsia 3                 | voir Jalan Pinangsia | Kalverstraat (c.1627) | La rue qui deviendra la Kalverstraat ("rue du veau") fut construite en 1622 lors de la déviation du Ciliwung et la création des premiers canaux. Kalverstraat fut totalement formée ne1627, connectant Tayolmgracht (aujourd'hui Jalan Pinangsia Timur) aux sections sud et est de la Heerestraat (Jalan Pintu Besar Selatan). La rue était à l'intérieur de l'enceinte de la ville en 1627, mais se retrouva à l'extérieur après les aménagements de 1632. Son nom resta jusqu'à l'indépendance. |                       |                        |
| Jalan Pinangsia Raya              | "grand Pinangsia". Pinansia provient du dialecte chinois local, et signifie Financienstraat, comme pour Jalan Pinangsia 1 | Buiten Tijgersgracht (c. 1770) puis Buiten Tijgerstraat (avant 1918)                                                        | La rue droite de Pinangsia Raya fut formée en 1627. Elle était en fait la section non canalisée du Tijgersgracht. En 1632, avec la reconstruction des nouveaux murs, la rue fut à l'extérieur de la ville. En 1650, elle n'avait pas de nom sur les cartes. À cette époque, un cimetière était établi sur son côté sud-est et la maison du gouverneur sur son sud-est. Vers 1770, un canal y fut creusé et reçut le nom de Buiten Tijgersgracht. Le nom Tijgerstraat apparait sur des cartes de Batavia au XXe siècle, quand le canal fut réimergé : après l'indépendance, elle fut renommée Jalan Pinangsia Raya. |                       |                        |
| Jalan Pinangsia Timur             | "Pinangsia est". voir jalan Pinansia                                                                                      | Tayolingracht (c.1627), Buiten Kaimanstraat puis Buiten Kaaimanstraat (c. 1770)                                             | Pinangsia Timur est la seule rue de Kota Tua Jakarta marquant l'emplacement des murs de la première Batavia vers 1627. Pinangsia Timur fut formée à cette époque sous le nom Tayolingracht, au sud du mur est, elle dévie légèrement vers le sud-est, suivant l'angle du mur d'origine. En 1632, la reconstruction de la ville détruisit sa partie nord pour suivre le plan de la nouvelle ville ; sa section sud garda pourtant toujours cet angle. Vers 1770, le canal fut immergé et la rue fut renommée Buiten Kaaimanstraat. Au XIXe siècle, Buiten Kaaimanstraat fut rejointe au sud par une ruelle nommée Gang Commandant (aujourd'hui Jalan Mangga Besar 1 - est). Son nom resta jusqu'à l'indépendance où elle devint Jalan Pinangsia Timur. |                       |                        |
| Jalan Pintu Besar Utara           | "grande porte nord", d'après la Nieuwepoort, porte principale de la ville fortifiée de Batavia.                           | Heerenstraat (c. 1627) puis Binnen Nieuwepoortstraat (before 1931)                                                          | Une des plus vieilles rues de Batavia, un projet pour la Heerenstraat ou Heerestraat (rue des gentillhommes) existait dès 1619, bien avant l'édification des murs de Batavia. Vers 1622, une petite porte était prévue au sud de la Heerestraat où elle devait croiser le canal appelé Vierde dwarsgrachts (1619-1632) - cet endroit est exactement situé à la jonction de Jalan Pintu Besar Utara et Jalan Bank. La première église et l'hôtel de ville se trouvaient sur cette rue sans nom. Sur le plan où elle est le plus étendue, en 1627, la Heerenstraat traverse la ville du nord au sud depuis Jalan Nelayan Timur en coupant Jalan Teh, Jalan Pintu Besar Utara et Jalan Pintu Besar Selatan. C'était la rue principale de Batavia jusqu'à la première offensive de Sultan Agung, régent du sultanat de Mataram ; après quoi le mur et les nouvelles portes furent construites (notamment la nieuwe poort) vers 1632. |                       |                        |
| Jalan Pintu Besar Selatan         | "grande porte sud", seconde porte la plus importante.                                                                     | Heerenstraat (c. 1627), Nieuwepoortstraat (c. 1632) puis Buiten Nieuwepoortstraat (avant 1931)                              | voir Jalan Pintu Besar Utara |                       |                        |
| Jalan Pos Kota                    | Kota Post Office | Tygersgracht ou Tijgersgracht (c.1627)                                                                                      | Jalan Pos Kota était la partie est de Tijgersgracht. Voir Jalan Lada |                       |                        |
| Jalan Roa Malaka Selatan          | | | |                       |                        |
| Jalan Roa Malaka Utara            | | | |                       |                        |
| Jalan Semut Ujung                 | Gang Semoet (1931) | | |                       |                        |
| Jalan Teh                         | Thé | Heerenstraat (c. 1627) puis Theewaterstraat                                                                                 | Voir Jalan Pintu Besar Utara |                       |                        |
| Jalan Telepon Kota                | | | |                       |                        |
| Jalan Tiang Bendera               | Mat (pour drapeau) | Maleische Gracht | Le canal Maleische Gracht, établi en 1650 pour étendre le Amsterdamsche Gracht, reliait à peu près le Jalan Tiang Bendera et les actuelles voies de chemin de fer. |                       |                        |
| Jalan Tiang Bendera 1, 2, 3 and 4 | Mat (pour drapeau) | Spinhuis Gracht ou Rhinoceros Gracht (1650)                                                                                 | La rue originale comportait un canal appelé spinhuis ou Rhinoceros Gracht. Le canal fut rempli à nouveau au XXe siècle. |                       |                        |
| Jalan Tiang Bendera 5             | Mat (pour drapeau) | Pendjaringan | |                       |                        |
| Jalan Tol Pelabuhan               | | | |                       |                        |
| Jalan Tongkol                     | Poisson tongkol | Kasteelstraat et Kasteelweg puis Kanaalweg                                                                                  | |                       |                        |
| Taman Fatahillah                  | d'après Fatahillah, le légendaire roi de Sunda Kelapa                                                                     | Nieuwe Markt (1627) puis Stadhuisplein (avant 1632)                                                                         | voir Taman Fatahillah |                       |                        |